# Gösta Bergström (bandyspelare)
Gösta "Staffa" Bergström, född 23 juli 1919, död 31 augusti 2009, var en svensk bandyspelare med Lesjöfors IF som moderklubb.
Han spelade högerback under klubbens genombrottsår och som många av de andra spelarna på den här tiden hade även han ett till- eller öknamn, nämligen Staffa. Det var endast under det namnet han var känd.